# 食蚁狸属
食蚁狸属（学名：Eupleres）为食蚁狸科的一个属。

## 下属物种
本属包括以下物种：
- 尖吻靈貓 Eupleres goudotii Doyère, 1835
- Eupleres major Lavauden, 1929